# Constancia de la Mora Maura
Constancia de la Mora Maura (Madrid, 27 de gener de 1906 - Guatemala, 26 de gener de 1950) fou una alta funcionària de la Segona República espanyola durant la Guerra Civil, feminista i de militància comunista, exiliada a Mèxic.
De procedència familiar aristocràtica, era filla de Constància Maura Gamazo i de Germán de la Mora Abarca. El seu avi era Antonio Maura, polític conservador i diverses vegades cap de Govern durant el regnat d'Alfons XIII. El seu oncle era el polític i ministre de la Segona República Miguel Maura. Entre les germanes de Constancia destacava Marichu de la Mora, activa falangista.
La seva formació la portà, després de tenir institutrius angleses i irlandeses i d'assistir al  Col·legi de les Esclaves del Sagrat Cor de Madrid, a estar tres anys en un internat britànic, l'escola privada catòlica Saint Mary's Convent, de Cambridge.
Constancia es casà per primera vegada amb el malagueny Manuel Bolín (germà de Luis Bolín, censor de la premsa estrangera en el govern provisional de Franco), amb qui tingué una filla, Maria Lourdes (Luli); de seguida que s'aprovà la llei del divorci, s'hi acollí i va començar a treballar a la botiga Art Popular, regentada per Zenobia Camprubí.
Després es casà amb el general i cap de l'aviació republicana Ignacio Hidalgo de Cisneros y López de Montenegro, que també havia deixat el seu origen aristocràtic i s'havia vinculat a la república. Amb la Guerra Civil espanyola va decidir ingressar al Partit Comunista.
Va ser nomenada censora i cap de l'Oficina de Premsa Estrangera republicana, amb seu a Madrid i després a València, depenent de Carlos Esplá, ministre de Propaganda, i Luis Rubio Hidalgo, cap de Censura. Ella feia de censora dels articles que escrivien els periodistes estrangers i els acompanyava a les seves visites al front, i va contribuir a la promoció de la imatge de la República espanyola a l'estranger. Hi va treballar fins al febrer de 1939 i hi va fer amistats, com amb el periodista estatunidenc Jay Allen, que després l'acolliria als Estats Units, o els escriptors John Dos Passos o Ernest Hemingway.
Va formar part de l'Associació de Dones Antifeixistes (AMA) i va donar suport a la República fins que va haver de marxar, al febrer de 1939, cap a l'exili, inicialment a Nova York i després a Mèxic, on va treballar com a secretària i traductora d'espanyol i anglès a l'ambaixada russa a Mèxic. Va publicar aleshores la seva autobiografia, In place of Splendor (Doble esplendor, en la seva traducció al castellà), que Eleanor Roosevelt, destacada partidària de la causa republicana, va presentar a Nova York. Més endavant es va dedicar a l'artesania local.
Es va divorciar al 1941. Va morir als 44 anys en un accident de trànsit a Guatemala.